# Мергенов, Хошгельды Мухаммедбердыевич
Хошгельды Мухаммедбердыевич Мергенов (туркм. Hoşgeldi Muhammetberdiýewiç Mergenow) — туркменский государственный деятель.

## Биография
Родился в 1976 году в селе Довгала Бахарденского района.
Образование высшее. В 1998 году окончил Туркменский государственный университет. По специальности — химик, преподаватель химии.
С 1998 года работал учителем химии средней школы № 9 села Довгала Бахерденского этрапа Ахалского велаята.
2004—2005 — заместитель начальника отдела контроля качества цементного завода Бахарлы Государственного концерна «Туркменнефтегазстрой».
2005—2012 — начальник отдела контроля качества цементного завода Бахарлы Акционерного общества «Туркменцемент» Министерства энергетики и промышленности Туркменистана.
2012—2017 — заведующий столовой, затем заместитель главного инженера, главный инженер цементного завода Балкан производственного объединения «Туркменцемент» Министерства промышленности Туркменистана.
25.09.2017 — 28.01.2018 — заместитель министра промышленности Туркменистана.
28.01.2018 — 11.04.2018 — временно исполняющий обязанности министра промышленности Туркменистана.
С 11.04.2018 — министр промышленности Туркменистана.

## Варианты транскрипции имени и отчества
- Имя: Хошгелди
- Отчество: Мухамметбердиевич